# Miloš Mareš
Miloš Mareš (* 7. září 1960 Písek) je český podnikatel a autor četných epigramů, aforismů i poezie.

## Život
Narodil se v Písku v roce 1960. Své dětství a mládí prožil
v jihočeském Milevsku.
Už od dětství recitoval a účastnil se literárních soutěží.
Po absolvování ekonomické školy v Písku odešel pracovat do Prahy. Přispíval do Dikobrazu, do Vlasty i do dalších časopisů.
V roce 1991 začal podnikat a z půjčených deseti tisíc korun postupně vybudoval největší firmu na čištění peří v České republice.
Překonal vážnou nemoc a nyní již několik let žije téměř o samotě, vysoko v horách, kde v souznění s přírodou prožívá další etapu svého života.
Chodí po horách, medituje, píše poezii, epigramy i aforismy
a hledá váhu na rovnováhu.
V roce 2016 debutoval triptychem „Než bude ze mě země“, „Co slovo to berla“, „A tak si to seru v protisměru“.

## Knihy
- 2016: Než bude ze mě země, Nakladatelství Noxi, 978-80-8111-439-7
- 2016: Co slovo to berla, Nakladatelství Noxi, 978-80-8111-440-3
- 2016: A tak si to seru v protisměru, Nakladatelství Noxi, 978-80-8111-441-0